# Никола Коларов
Никола Костадинов Коларов е български общественик, юрист и журналист, легален деец на македонското движение в България през 20-те и 30-те години на XX век, лидер на Македонския младежки културно-просветен съюз.

## Биография
Никола Коларов е роден на 24 януари 1902 година в Дупница в семейството на бежанци от Град, Царевоселско. Завършва гимназия в Дупница, където основава младежко културно-просветно дружество. Като председател на дупнишкото дружество е делегат на Учредителния конгрес на Съюза на македонските младежки културно-просветни организации в България през май 1923 година. През октомври на Първия конгрес на СММКПО е избран за секретар на съюза и остава такъв до 1927 година, когато е изпратен като представител на Македонския младежки съюз в Париж. В 1928 година е избран за секретар на ММС.
По време на разкола във ВМРО след убийството на Александър Протогеров на 7 юни 1928 година застава на страната на Иван Михайлов. Редактира органа на ММС „Жон Маседоан“, който излиза през 1931 – 1932 година в Париж. В 1932 година се завръща в България. Завършва право и преподава международно право и дипломатическа история в Свободния университет за политически и стопански науки в София. В 1941 година става доцент.
В 1934 година е избран в Националния комитет на македонските братства. Член е на Македонския научен институт. От март 1935 до декември 1936 година издава вестник „Обзор“, а от януари до юни 1937 година – вестник „Стожер“, които стават центрове на бивши дейци на закритите през 1934 година македонски организации.
След частичното освобождение на Вардарска Македония през април 1941 година е директор на основния български вестник там – излизащия в Скопие „Целокупна България“. Издател е и на „Библиотека Целокупна България“. Издава и научнопопулярното списание „Македония“ в 1943 година. Женен е за Бойка Развигорова, дъщеря на Мише Развигоров.
След Деветосептемврийския преврат се укрива. В 1945 година е осъден задочно от така наречения Народен съд на 10 години затвор в процеса срещу журналистите. На 1 юли 1946 година получава задочна присъда и в Югославия. Коларов живее 12 години в църковното стопанство край село Крумово, Асеновградско, където работи под чужда самоличност. През 1956 година Държавна сигурност го залавя и Коларов е изпратен в Старозагорския затвор, а след две години в лагера Белене. На 12 септември 1960 година е амнистиран по случай годишнината от преврата на 9 септември. Умира от инфаркт след 4 месеца, на 2 февруари 1961 година. На погребението му присъстват Димитър Талев, Симеон Радев и патриарх Кирил Български.
Неговата роднина – Ралица Коларова, е председател на МПО „Даме Груев“ (Индианаполис) от 2022 година.